# Festival di Peralada
Il Festival di Peralada, nome ufficiale Festival Internacional de Música "Castell de Peralada", è un importante festival estivo spagnolo di musica classica ed operistica (ma anche di danza e sconfinamenti nel pop) che si svolge nell'omonimo borgo medioevale catalano nei mesi di luglio e agosto. Fondato nel 1987, ha ospitato artisti di livello internazionale da Riccardo Muti a Lorin Maazel, da Montserrat Caballé a Placido Domingo, da Ivo Pogorelich a Marta Argerich, da MiKhail Baryshnikov a Roberto Bolle,da Keith Jarret a Miguel Bosé.
Il festival è ospitato in quattro differenti spazi all'interno delle mura di origine gotica: l'Auditorium del parco del Castello, la chiesa del Carme, il chiostro del Carme e la terrazza del Cotton Club.